# Ernie Brooks (cầu thủ bóng đá)
Joseph Ernest "Ernie" Brooks (20 tháng 11 năm 1892 – 1975) là một cầu thủ bóng đá người Anh thi đấu ở vị trí tiền vệ chạy cánh.